# Транспорт Монголии

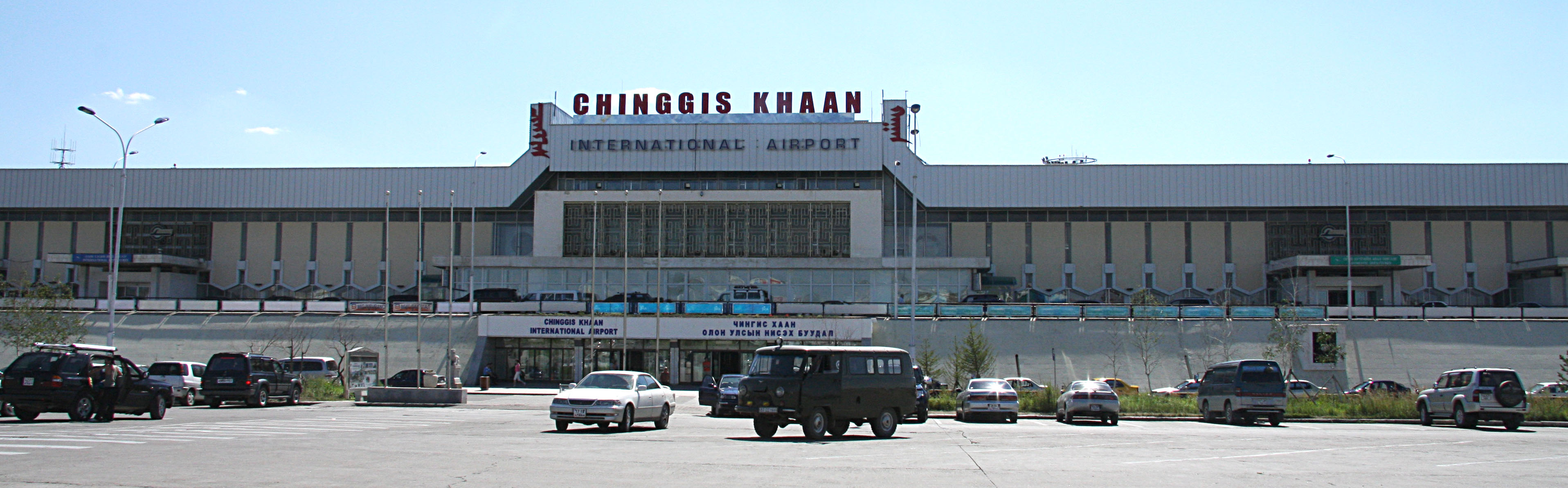
Международный аэропорт Чингисхан

Транспорт в Монголии имеет очень важное значение. Огромные территории страны (1,6 млн км²), низкая плотность населения, разобщённость центров промышленности и сельского хозяйства, а также удалённость от мировых рынков делают обладание развитой транспортной системой жизненно необходимым для Монголии.

## Железнодорожный транспорт

### Железные дороги

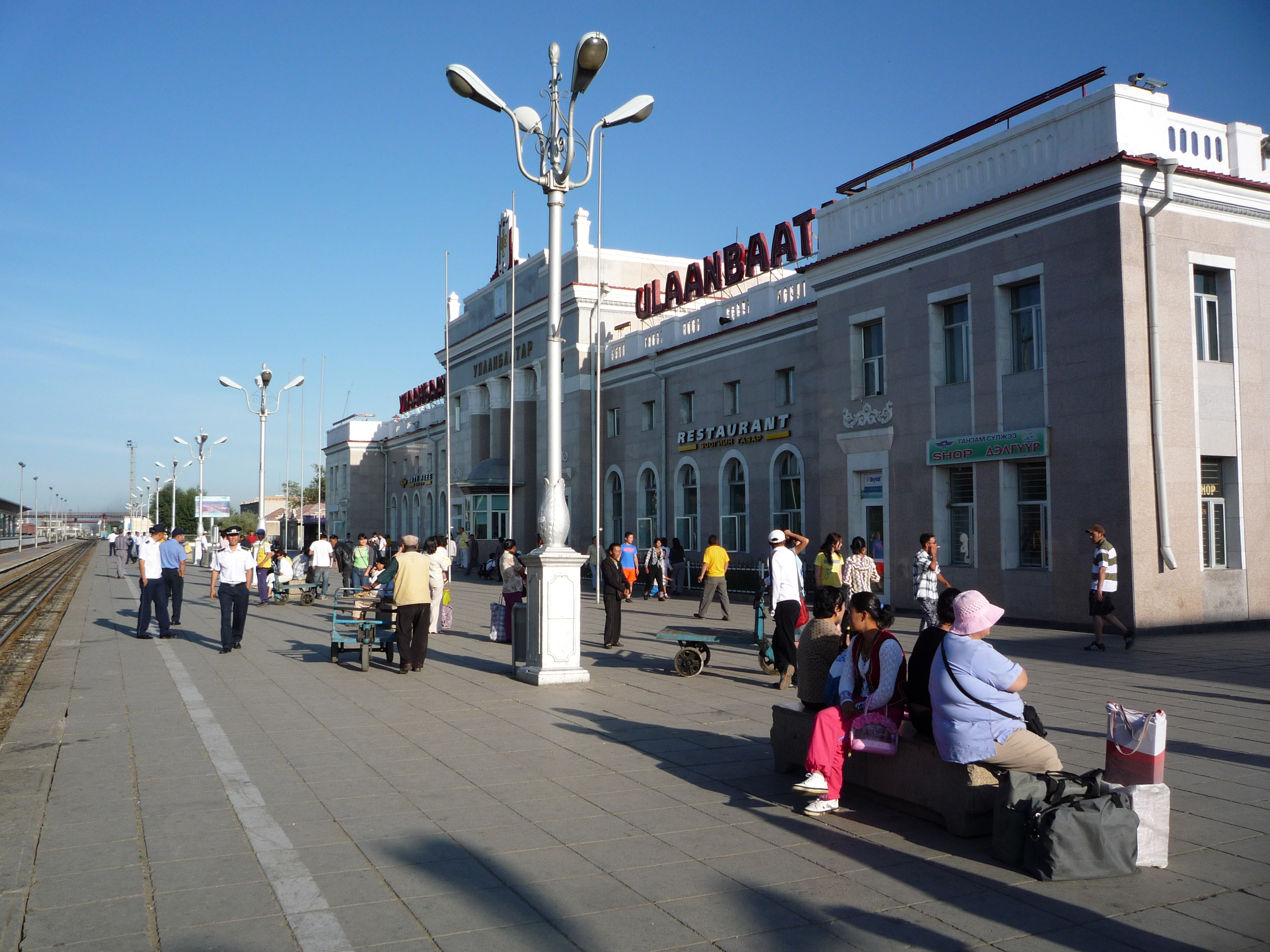
Железнодорожный вокзал Улан-Батора

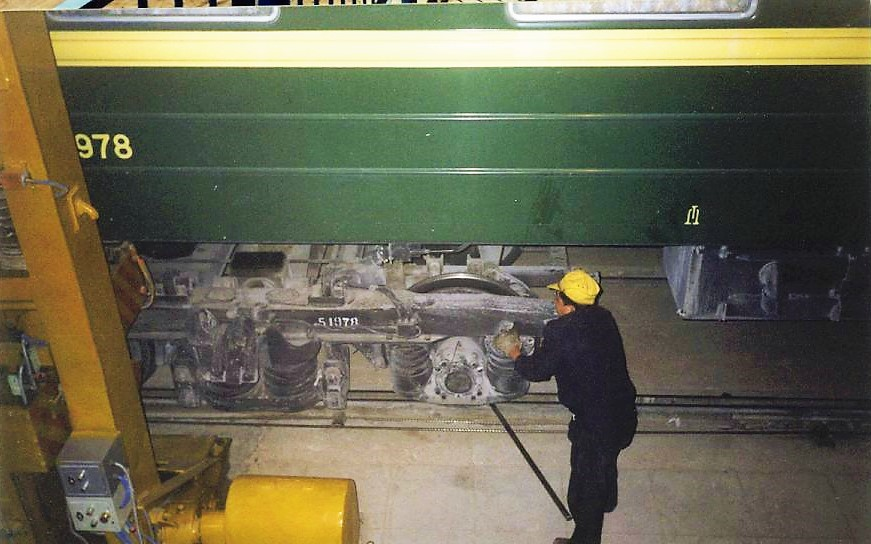
Смена колёсных пар на монгольско-китайской границе

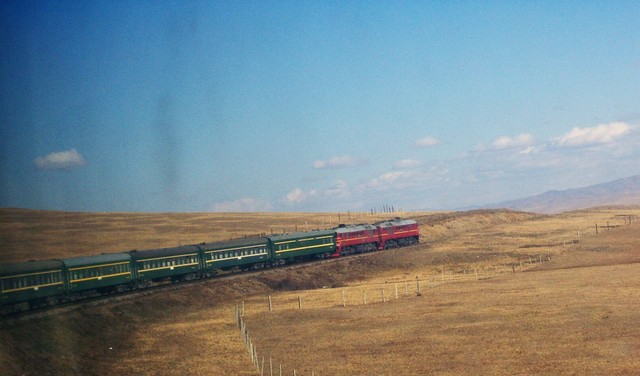
Поезд трансмонгольской железной дороги в пустыне Гоби

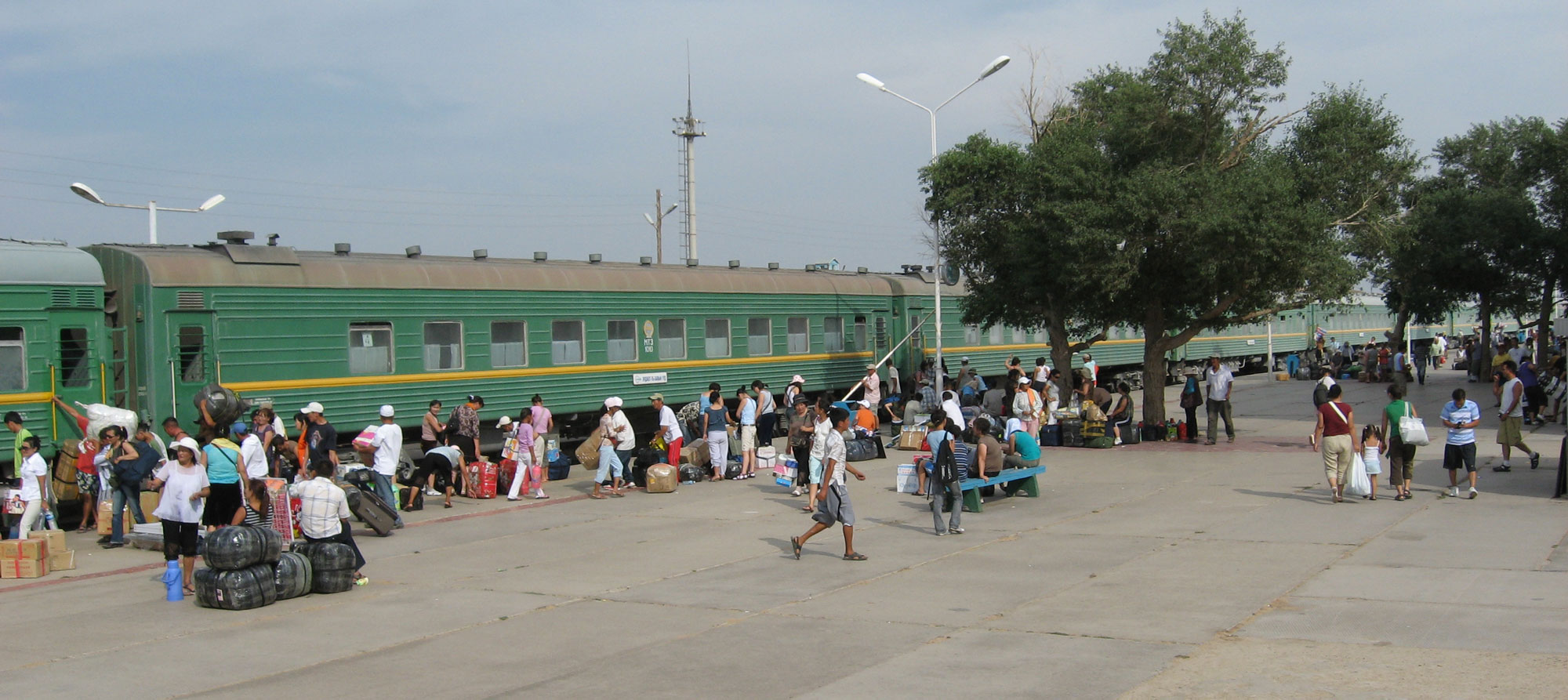
В Замын-Уудэ прибыл поезд

Официальное наименование железнодорожного оператора — Монголо-Российское акционерное общество «Улан-Баторская железная дорога», сокращенное наименование - АО «УБЖД». 
Железнодорожный транспорт занимает долю 80% всех грузовых и 30% всех пассажирских перевозок в Монголии. После демократических преобразований в 1990-х в Монголии имело место сокращение объёма грузовых и пассажирских перевозок. Но уже в 2001 году показатели пассажирских перевозок восстановились к прежнему уровню и составили 4,1 млн пассажиров в год. К 2005 году восстановился и объём грузовых перевозок. 
На сегодняшний день совместное Монголо-Российское акционерное общество «Улан-Баторская Железная дорога» — одно из ведущих предприятий экономики Монголии, от работы которой во многом зависит экономическое развитие всей страны.
В начале 2005 года коренным образом изменена технология эксплуатационной работы АО "УБЖД", в результате чего улучшены качественные и количественные показатели дороги: вдвое ускорен оборот вагонов и увеличен средний вес поездов. 
Общая протяжённость железных дорог на 2004 год — 1815 км. В настоящее время развиваются новые проекты и к 2015 году планировалось соединить все города Монголии железной дорогой.
Электрификация железных дорог в Монголии полностью отсутствует.

#### Основные магистрали
Монголо-Российское акционерное общество «Улан-Баторская железная дорога» состоит из двух основных железнодорожных магистралей: 
- железная дорога Чойбалсан-Борзя связывает Монголию с Россией,
- Трансмонгольская железная дорога, проходящая через Улан-Батор — с Китаем и Россией.

В настоящее время строится железная дорога, которая будет связывать Таван-Толгой с КНР, а также дорога, которая будет проходить от Чойбалсана через города Баруун-Урт, Сайншанд и другие до Таван-Толгой. Общая длина новых магистралей составит 1100 км.

#### История
Планы строительства железной дороги зародились ещё в 1915 году, однако первая узкоколейная железная дорога длиной в 43 км была построена с советской помощью в 1938 году и соединила Улан-Батор с построенной в его окрестностях с помощью СССР буроугольной шахтой в Налайхе. В 1992 году шахта была закрыта, и рельсы c первой в Монголии железнодорожной линии сняты.
В 1939 году, после начала советско-японского военного конфликта на реке Халхин-Гол (территория Монголии), было принято решение о строительстве железнодорожной линии широкой колеи Борзя — Соловьёвск — Байн-Тумэн. Оно было осуществлено в кратчайшие сроки (76 дней, август—ноябрь 1939 года).  После открытия движения по железной дороге широкой колеи узкоколейная железная дорога была разобрана.
События в истории дороги:
- 1947 - Начало строительства железной дороги.
- 1949 — Подписание соглашения между правительствами МНР и СССР о создании Акционерного Общества «Улан-Баторская Железная дорога»
- 1949 — Церемония отправления первого поезда
- 1952 — Подписание трёхстороннего соглашения между правительствами МНР, СССР и КНР о начале прямого железнодорожного сообщения между СССР и КНР через МНР
- 1953 — Открытие железнодорожного техникума
- 1956 — Открытие прямого железнодорожного сообщения между СССР и КНР через МНР
- 1956 — Открытие железнодорожной линии «Баянтумэн» на северо-востоке страны.
- 1958 — Издание первого номера железнодорожной газеты
- 1975 — Отправлен первый пассажирский поезд сообщением Улан-Батор — Москва
- 2009 — Открыт улан-баторский филиал Иркутского государственного университета путей сообщения[5]

В 2022 году введена в эксплуатацию линия длиной 234 км, соединившая угольное месторождение Таван Толгой со станцией Гашуунсухайт на китайской границе. В ноябре того же года введена в эксплуатацию железная дорога Зуунбаян — Ханги протяженностью 226,9 км.

### Метрополитен
11 июня 2013 года состоялась церемония открытия работ проекта по строительству метро в Улан-Баторе.

### Городская железная дорога(CityRail)
В столице Монголии Улан-Баторе в 2014 году на основе существующей железнодорожной инфраструктуры Трансмонгольской железной дороги, проходящей в черте города, создана Улан-Баторская городская железная дорога.

## Воздушный транспорт

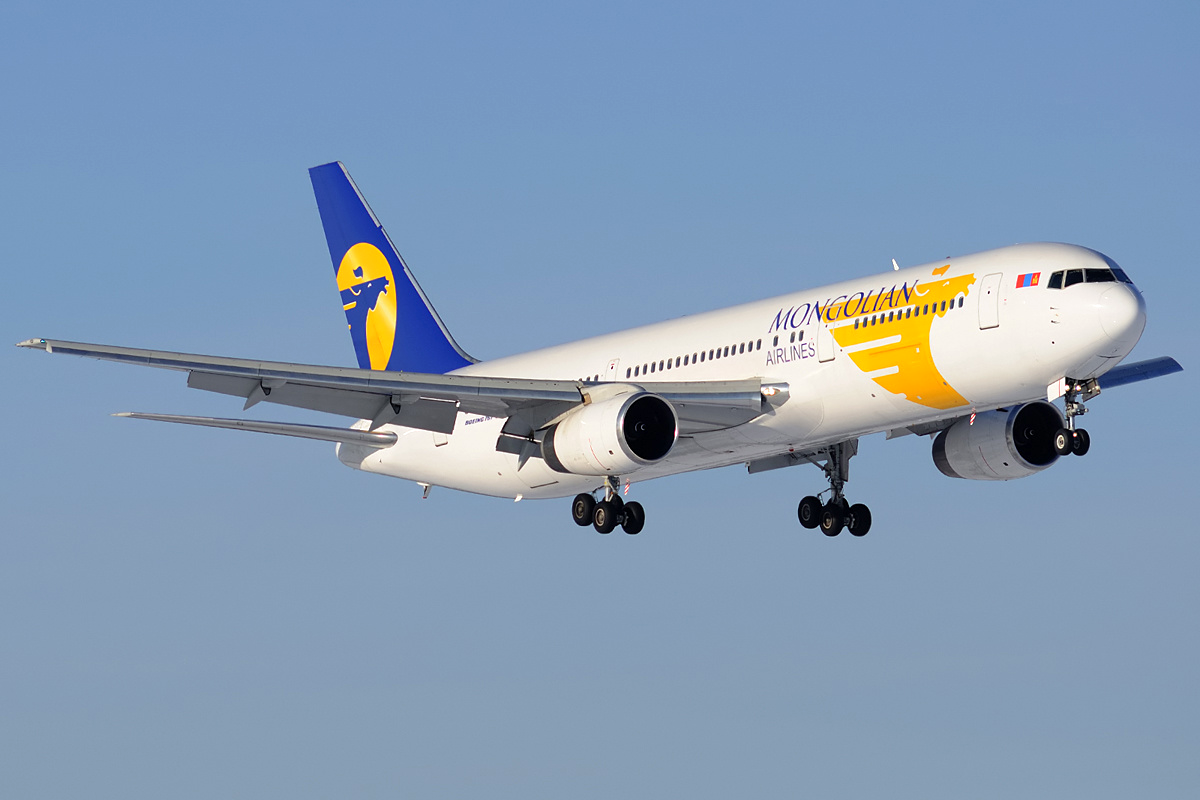
Самолет монгольских авиалиний

История авиации в Монголии насчитывает уже около 100 лет, и началась 25 мая 1925 года, когда в Ургу (Улан-Батор) прибыли Ю-13 и 3 Р-1 с советскими летчиками, которые позже составили основу для первого монгольского авиаотряда.
В 1956 году была основана  первая государственная авиакомпания.
В Монголии насчитывается около 80 аэропортов, но посадочные полосы с твердым покрытием имеют 21. Расписание может меняться часто из за сильных ветров.
В Монголии зарегистрировано около 10 авиакомпаний (см. Список авиакомпаний Монголии), владеющих в общей сложности около 60 самолетами и 30 вертолетами, национальный авиаперевозчик - MIAT Mongolian Airlines. Действует воздушное такси. 
Авиация в стране активно развивается. Строятся новые аэропорты международных стандартов, модернизируются старые.
Из всех аэропортов 4 принимают международные рейсы, в такие города, как Берлин, Москва, Стамбул, Пекин, Гонконг, Шанхай, Бангкок, Сеул, Токио, Бишкек, Иркутск, Улан-Удэ, Урумчи, Хайлар, Эрэн-Хото и другие. 

### Аэропорты
В таблице представлены крупнейшие аэропорты Монголии, принимающие более 10 000 пассажиров за год.

## Водный транспорт

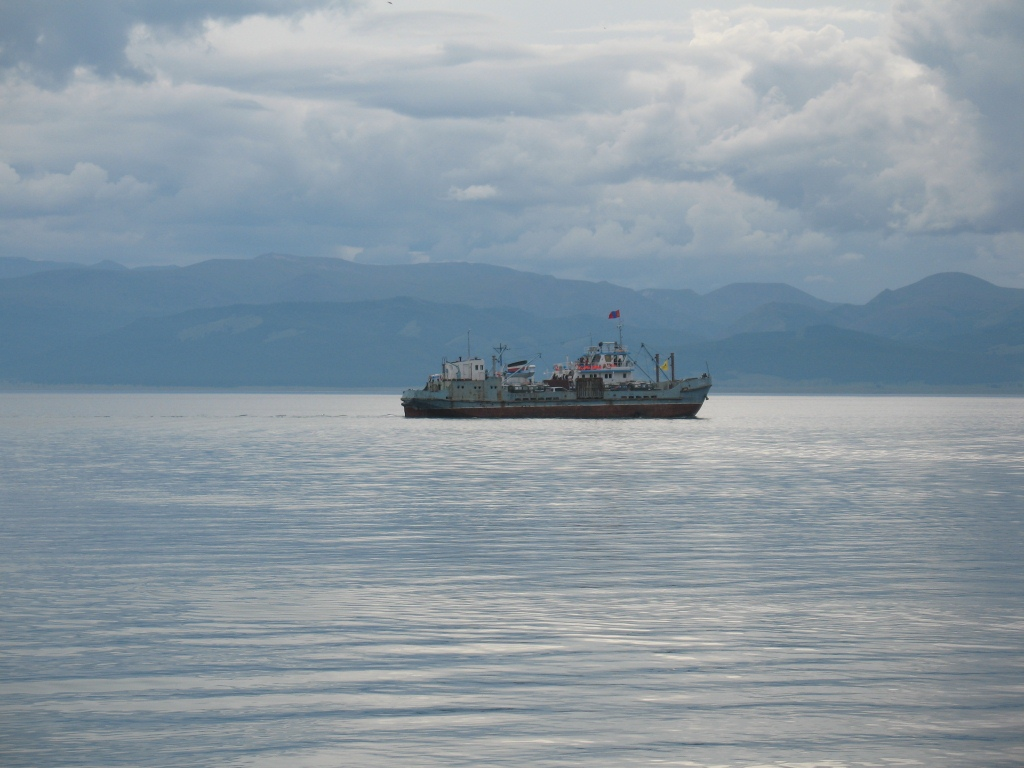
Флагман монгольского флота - теплоход «Сухэ-Батор»

В Монголии доступно для судоходства 580 км рек и озёр, но более-менее водный транспорт развит только на озере Хубсугуле. Селенга и Орхон также судоходны (длина судоходных участков 270 и 175 км соответственно), но водный транспорт на них развит незначительно, хотя пограничный катер на реке Селенге патрулирует российско-монгольскую границу. Озера и реки замерзают зимой; навигация обычно открывается в мае и заканчивается в сентябре.

### Морской флот
Монголия является второй по территории страной в мире, не имеющей выхода ни к какому морю. Тем не менее, это не помешало ей в феврале 2003 года зарегистрировать свой судовой регистр (The Mongolia Ship Registry Pte Ltd).  В настоящее время под монгольским флагом уже ходит более 400 судов и каждый месяц их число увеличивается примерно на 10. И за 2003 год доходы в казну составили порядка $20 000 000.

## Автомобильный транспорт

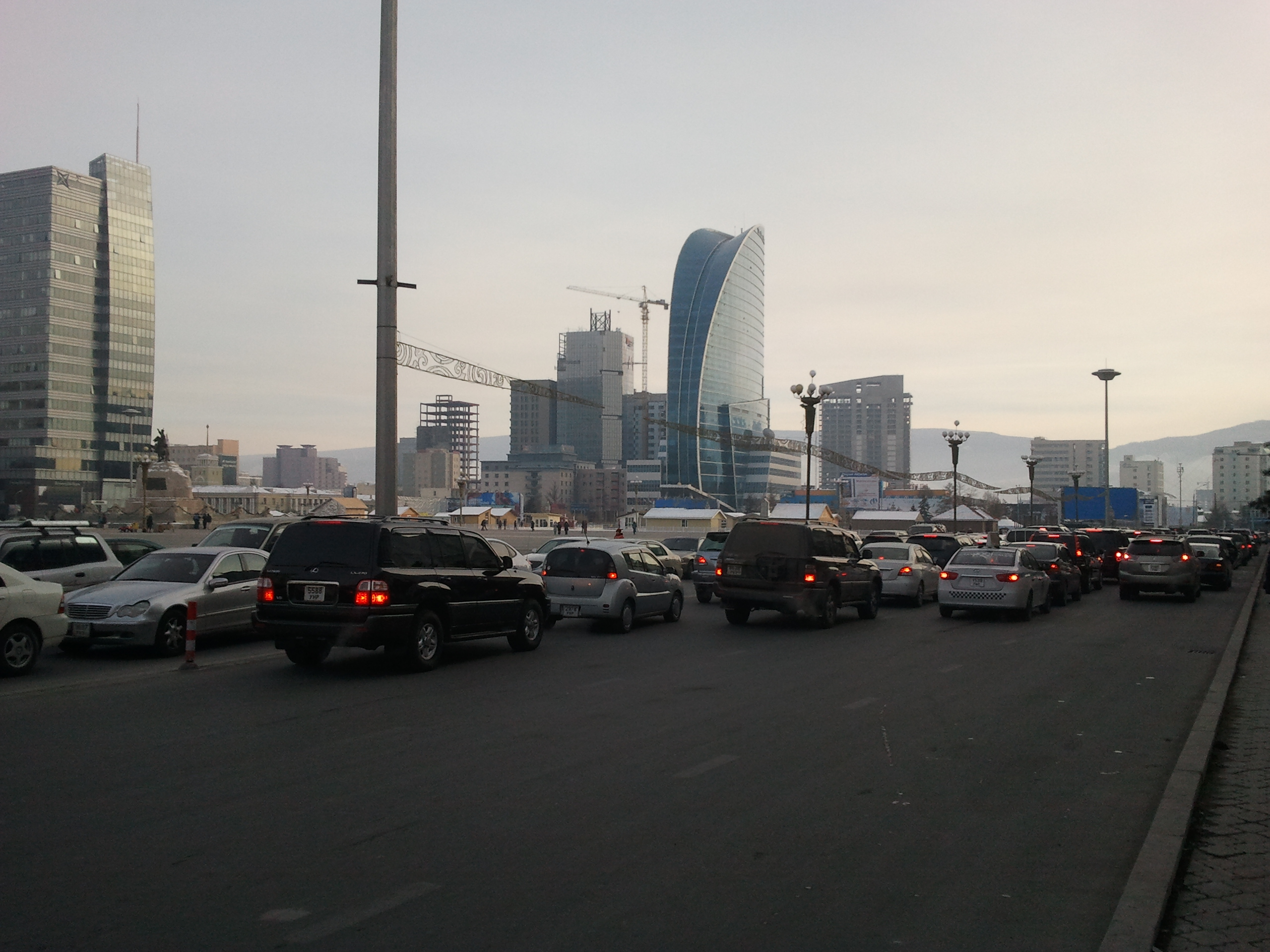
Большинство дорог в столице Монголии перегружены

Большинство сухопутных дорог в Монголии — гравийные или грунтовые. Есть дороги с твёрдым покрытием от Улан-Батора к российской и китайской границах, и от Дархана. Общая протяженность автомобильных дорог в 2002 году — 49 256 км. Из них:
- С твёрдым покрытием — 8 874 км.
- Без твёрдого покрытия — 40 376 км.

Общественный транспорт в столице берёт свое начало 31 февраля 1929 года с созданием комитета <Монголтранс>. Первый маршрут был между городом Улан-Батор и тогдашним отдельным городом Амгалан 5 раз в день. На состояние 2021 года, в столице ежедневно работают 900-950 автобусов по регулярному маршруту. В мае 1969 года Совет министров МНР утвердил решении о создании базы такси. Такси база была укомплектована машинами ГАЗ-67 (для грузоперевозок), а также Москвич-401 (для работы по вызову и маршрутному принципу). На 2022 год работают девять частных таксопарков в столице (и по одному в городе Эрдэнет и Дархан) с общей численностью 600 такси.